# Sœurs missionnaires de la Consolata
Les Sœurs missionnaires de la Consolata (en latin : Institutum Sororum Misionariae a Consolata) forment une congrégation religieuse féminine missionnaire de droit pontifical.

## Historique
La congrégation est fondée le 29 janvier 1910 au sanctuaire de la Consolata de Turin par Joseph Allamano (1851-1926) avec l'aide du chanoine Jacques Camisassa (1854-1922) comme branche féminine des Missionnaires de la Consolata ; ses constitutions sont approuvées le 26 mai 1913 par le cardinal Agostino Richelmy, évêque de Turin, le premier groupe part pour l'Afrique la même année.
L'institut reçoit l'approbation pontificale le 15 mai 1930 et, soumis à la Congrégation de la propagation de la foi, il reçoit l'approbation finale du Saint-Siège le 29 janvier 1960. 
Deux sœurs de cette congrégation ont été béatifiées : Irene Stefani et Leonella Sgorbati.

## Activités et diffusion
Les sœurs de la Consolata se consacrent à l'apostolat missionnaire.
Elles sont présentes en :
- Afrique : Djibouti, Éthiopie, Guinée-Bissau, Kenya, Libéria, Libye, Mozambique, Somalie, Tanzanie.
- Amérique : Argentine, Brésil, Bolivie, Colombie, États-Unis, Venezuela.
- Europe : Italie, Espagne, Portugal, Royaume-Uni, Suisse.
- Asie : Mongolie.

La maison généralice est à Nepi. 
En 2017, l'institut comptait 612 religieuses dans 96 maisons.